# حوزه انتخابیه بابلسر و فریدونکنار
حوزهٔ انتخاباتی بابلسر و فریدونکنار یکی از نه حوزه استان مازندران برای انتخابات مجلس شورای اسلامی است. این حوزه به مرکزیت بابلسر، ۱ نماینده دارد.
این حوزه پیش از برگزاری انتخابات ششمین دوره مجلس شورای اسلامی و در نتیجۀ «قانون اصلاح جدول حوزه های انتخابیه مجلس شورای اسلامی و تعداد نمایندگان آن‌ها» در سال ۱۳۷۸، با جدا شدن بخش‌های بندپی غربی و بندپی شرقی و الحاق آن‌ها به حوزه انتخابیه بابل مستقل شده و در سال ۱۳۸۶ با شهرستان شدن فریدونکنار عنوان آن به «حوزه انتخابیه بابلسر و فریدونکنار» تغییر نام یافت.

## نمایندگان ادوار مختلف
| دوره    | زمان انتخابات   | نام نماینده        | تعداد آراء | کل آراء اخذ شده | حزب  |
| ------- | --------------- | ------------------ | ---------- | --------------- | ---- |
| اول     | ۲۴ اسفند ۱۳۵۸   | علی قائمی امیری    | ۳۲٬۵۷۱     | ۴۲٬۹۴۳          |      |
| دوم     | ۲۶ فروردین ۱۳۶۳ | مهدی مهدوی حاجی    | ۲۵٬۵۳۱     | ۴۴٬۹۰۴          |      |
| سوم     | ۱۹ فروردین ۱۳۶۷ | محمد مجدآرا        | ۳۰٬۰۷۱     | ۷۵٬۸۱۱          |      |
| چهارم   | ۲۱ فروردین ۱۳۷۱ | محمد مجدآرا        | ۵۶٬۴۳۰     | ۹۰٬۹۴۶          |      |
| پنجم    | ۱۸ اسفند ۱۳۷۴   | محمد مجدآرا        | ۴۸٬۳۹۰     | ۱۲۰٬۷۹۴         |      |
| پنجم    |                 | مقداد نجف نژاد     | ۳۸٬۳۷۱     | ۹۹٬۷۶۲          |      |
| ششم     | ۲۹ بهمن ۱۳۷۸    | مقداد نجف نژاد     | ۳۶٬۸۴۰     | ۸۲٬۷۹۰          |      |
| هفتم    | ۱ اسفند ۱۳۸۲    | حجت‌الله روحی       | ۵۴٬۱۵۰     | ۱۰۲٬۳۴۵         |      |
| هشتم    | ۲۴ اسففند ۱۳۸۶  | مقداد نجف نژاد     | ۲۹٬۷۹۶     | ۷۳٬۱۹۵          |      |
| نهم     | ۱۲ اسفند ۱۳۹۰   | مقداد نجف نژاد     | ۴۸٬۳۸۸     | ۹۹٬۰۳۲          |      |
| دهم     | ۷ اسفند ۱۳۹۴    | ولی‌الله نانواکناری | ۳۹٬۹۱۳     | ۹۱٬۹۳۵          |      |
| یازدهم  | ۲ اسفند ۱۳۹۸    | علی‌اصغر باقرزاده   | ۵۷٬۹۴۵     | ۱۳۳٬۰۷۰         | شانا |
| دوازدهم | ۱۱ اسفند ۱۴۰۲   | علی‌اصغر باقرزاده   | ۴۲٬۲۸۸     | ۶۴٬۷۴۶          | شانا |